# Wojenno-istoriczeskij żurnał
Wojenno-istoriczeskij żurnał (ros. Военно-исторический журнал, pol. Czasopismo historyczno-wojskowe) – radzieckie i rosyjskie czasopismo, organ Ministerstwa Obrony, ukazujące się w latach 1939–1941 oraz od 1959 do dziś, poruszające tematykę historii wojskowości, m.in. zmagań wojennych okresu II wojny światowej. Pismo podtrzymuje tezy radzieckiej historiografii, zarzucając przeciwnikom kłamstwa.